# Патриотическая песня
«Патриоти́ческая пе́сня» (первоначальное название — фр. Motif de chant national) — музыкальное произведение композитора Михаила Глинки, сочинённое в 1837—1838 годах. Использовалась в качестве государственного гимна Российской Федерации с 1990 по 2000 год без слов; была заменена на мелодию Государственного гимна СССР.

## История
Первоначально произведение было озаглавлено по фр. Motif de chant national. Известный музыковед XIX века Н. Ф. Финдейзен, вслед за В. В. Стасовым, высказывал мысль о том, что одноголосный набросок Глинки — это эскиз российского гимна, возможно, подготовленный на конкурс (современные музыковеды считают это маловероятным).
С 1 января 1984 года по 30 июня 1986 года использовалась в качестве заставки в программе «Время».
В 1990 году произведение было выбрано в качестве гимна комиссией по созданию Государственного
гимна РСФСР при Министерстве культуры РСФСР.
23 ноября 1990 года постановлением Верховного Совета РСФСР мелодия Глинки была единогласно утверждена в качестве государственного гимна РСФСР. В 1993 году президент России Борис Ельцин издал указ об утверждении гимном Российской Федерации «Патриотической песни» в редакции Бориса Диева. Она оставалась гимном до 2000 года. В течение десяти лет с принятия «Патриотической песни» в качестве гимна, правительством России так и не был согласован текст, несмотря на более шести тысяч вариантов, присылаемых со всей страны.

## Текст
Часть деятелей искусства и политиков (Тихон Хренников, Людмила Зыкина, Аман Тулеев и другие) выступала за вариант текста поэта В. Калинкина «Над Отчизной величаво...», однако их мнение не получило поддержки.
В ноябре 1999 года Администрация Президента РФ Ельцина Б. Н., совместно с Министерством культуры РФ, подвела итоги открытого конкурса текстов гимнов на музыку М. Глинки. Лучшим признали текст «Славься, Россия!» авторства Виктора Радугина.
Славься, славься, родина — Россия!

Сквозь века и грозы ты прошла,

И сияет солнце над тобою,

И судьба твоя светла.

Над старинным московским Кремлём

Вьётся знамя с двуглавым орлом,

И звучат священные слова,

Славься, Русь — Отчизна моя!

Текст официально принят не был.

## Использование после 2000 года
- В 2008 году «Песня» Глинки была принята в качестве партийного гимна Союза Правых Сил. В августе 2016 года использовался на митингах Партии народной свободы[13].

- Старый гимн неоднократно по ошибке использовался при награждении российских спортсменов-победителей на международных соревнованиях[14][15][16][17][18].